# جیففونی سی کاسالی
جیففونی سی کاسالی (به ایتالیایی: Giffoni Sei Casali) یک کومونه در ایتالیا است که در استان سالرنو واقع شده‌است.

## خصوصیات
جیففونی سی کاسالی ۳۴ کیلومترمربع مساحت و ۵٬۳۲۲ نفر جمعیت دارد و ۲۵۰ متر بالاتر از سطح دریا واقع شده‌است.